# Dim-Dim-Omga
Dim-Dim-Omga (en rus: Дым-Дым-Омга) és un poble de l'óblast de Kírov, a Rússia, segons el cens del 2010 tenia 649. Pertany al districte (raion) de Viàtskie Poliani.